# Denis Lapassion
Denis Lapassion, né à Cayenne, en Guyane Française, est un pianiste français.
Il est compositeur et arrangeur. Sa musique est éclectique et il s’exprime dans des styles divers : jazz, gospel, soul, funk, musiques caribéennes et sud américaines. Son répertoire est basé sur la fusion du jazz et des rythmes de la Guyane et de l'Amazonie qu'il nomme jazz afro-amazonien.

## Biographie
Il débute à 9 ans des cours de piano classique avant de pratiquer le negro spiritual et le gospel au sein de groupes locaux. C'est à l'âge de 16 ans qu'il débutera l’étude du jazz en autodidacte.
Il a étudié la musicologie à la Sorbonne (Université Paris IV),le piano au conservatoire russe Rachmaninov (Paris), et le jazz à l’A.R.P.E.J. (Paris). 
Il devient professionnel en 1997 et s'est produit avec de nombreux artistes tels Ray Charles, Palata, Golden Gate Quartet, Jo Ann Pickens, Dave Cowan, Gospel Chords, Gospel Voices, Anthony Bailey, Conti Bilong, Noël Ekwabi, Yela, Voices of New Orleans, Eric Bonheur, Jowee Omicil, Félix Sabal-Lecco, Etienne Mbappé.
Il fonde l’Institut de Formation aux Disciplines Musicales (IFDM) en Guyane en 2009.
Il se représenta avec son album Sérénité dans des festivals tels que : Kayenn Jazz Festival (Guyane), Suriname Jazz Festival (Suriname), St Lucia Jazz Festival (Ste Lucie), Amapa Jazz Festival (Brésil), 1ère rencontre autour du piano (Guadeloupe), Biguine Jazz Festival (Martinique), Piano Kon Sa Ka Ekri (Martinique), PAP Jazz (Haïti).

## Discographie
- Sérénité (2013)
- Soul Attitude (2017) EP de 4 titres de jazz-soul